# Ө
Oe (Ө ө; in nghiêng: Ө ө) là một chữ cái trong bảng chữ cái Kirin.

## Sử dụng
Ө được sử dụng trong bảng chữ cái tiếng Bashkir, Buryat, Kalmyk, Karakalpak, Kazakhstan, Komi-Yazva, Kyrgyz, Mông Cổ, Sakha, Selkup, Tatar, Tuvan.

## Mã máy tính
| Kí tự               | Ө                                | Ө                                | ө                              | ө                              |
| ------------------- | -------------------------------- | -------------------------------- | ------------------------------ | ------------------------------ |
| Tên Unicode         | CYRILLIC CAPITAL LETTER BARRED O | CYRILLIC CAPITAL LETTER BARRED O | CYRILLIC SMALL LETTER BARRED O | CYRILLIC SMALL LETTER BARRED O |
| Mã hóa ký tự        | decimal                          | hex                              | decimal                        | hex                            |
| Unicode             | 1256                             | U+04E8                           | 1257                           | U+04E9                         |
| UTF-8               | 211 168                          | D3 A8                            | 211 169                        | D3 A9                          |
| Tham chiếu ký tự số | &#1256;                          | &#x4E8;                          | &#1257;                        | &#x4E9;                        |